# Prevalencia
Az epidemiológiában prevalenciának nevezzük az adott időpontban ill. időszakban egy adott populációt érintő jelleg (pl. betegség) előfordulási gyakoriságát.
{\displaystyle {\mbox{prevalencia}}={\frac {\mbox{összes eset (betegek) száma}}{\mbox{érintett populáció létszáma}}}\cdot {\mbox{konstans}}}
ahol az összes eset száma és az érintett népesség száma ugyanarra az időpontra ill. időszakra vonatkozik.
Pl. 1970-ben Magyarországon 82 457 személy szenvedett gümőkórban. Figyelembe véve a népességszámot (10 322 099 fő) a tbc prevalenciája 1970-ben 82 457 / 10 322 099 ≈ 0,008-nak, tehát kb. 8‰-nek, 8:1000-nek bizonyult.

## Fajtái
Pont prevalencia egy adott időpontban méri a betegség gyakoriságát, és általában keresztmetszeti vizsgálatok során mérik, illetve becslik.
Periódus prevalencia egy bizonyos időszakra vonatkozó gyakorisági arányszám. Nevezőjében az adott időszakra vonatkozó átlagos populáció létszámot használják.